# 上高地温泉ホテル

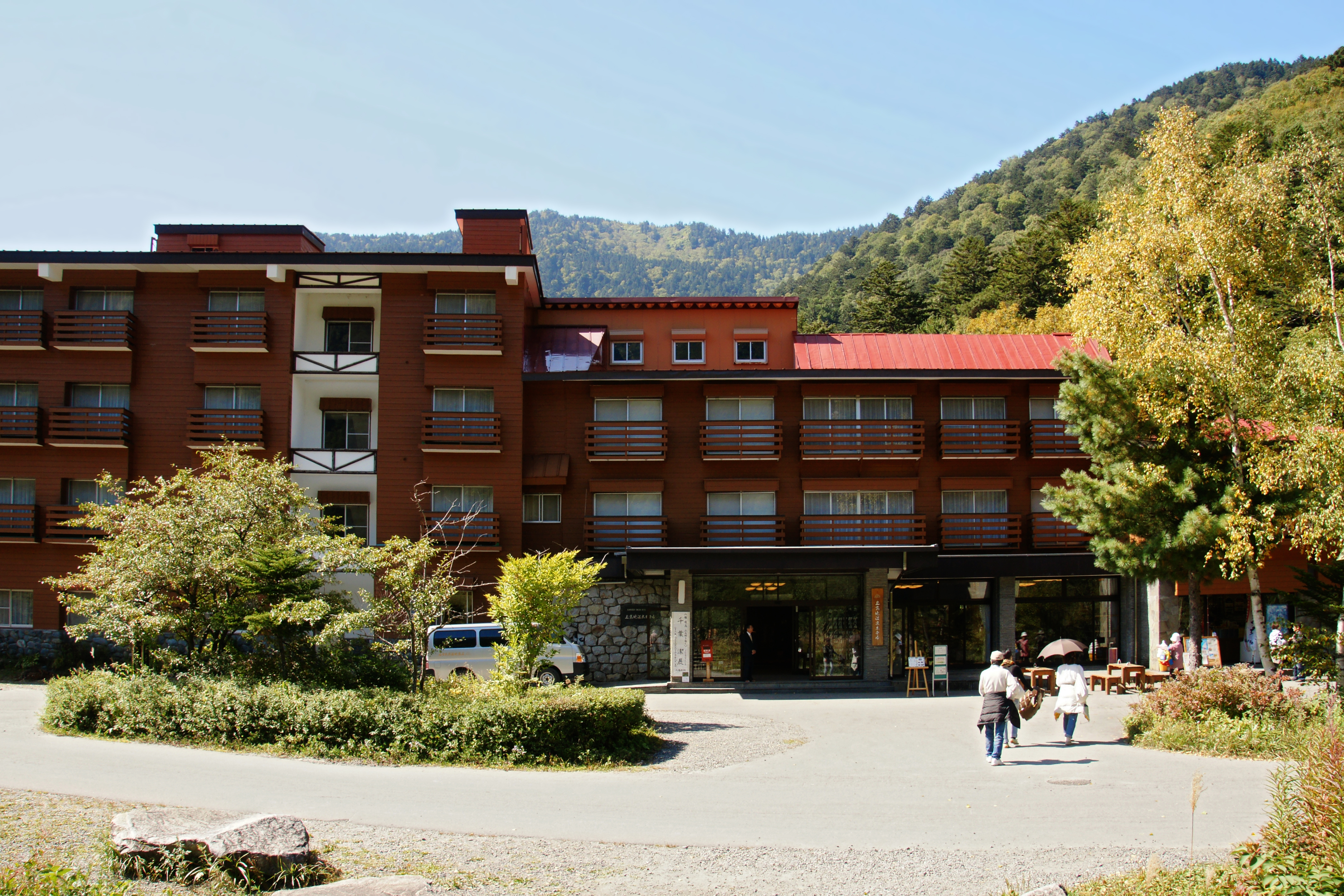
上高地温泉ホテル

上高地温泉ホテル（かみこうちおんせんホテル）は、長野県松本市安曇上高地の上高地温泉にあるホテルである。

## 沿革
1830年から1861年まで、上口湯屋として営業していたが、この跡地に1887年、『上高地温泉場』として宿泊営業が開始された。その後1894年に上高地温泉同盟として法人化され、1904年に『上高地温泉株式会社』設立により、本格的な営業を開始。さらに、1931年に現ホテル名になった。現在の建物は、戦後に建設されたものである。

## 主な施設
- 露天風呂（単純温泉）
- 大浴場
- 客室（和室47室、洋室8室。180名収容）

## 宿泊・滞在した著名人

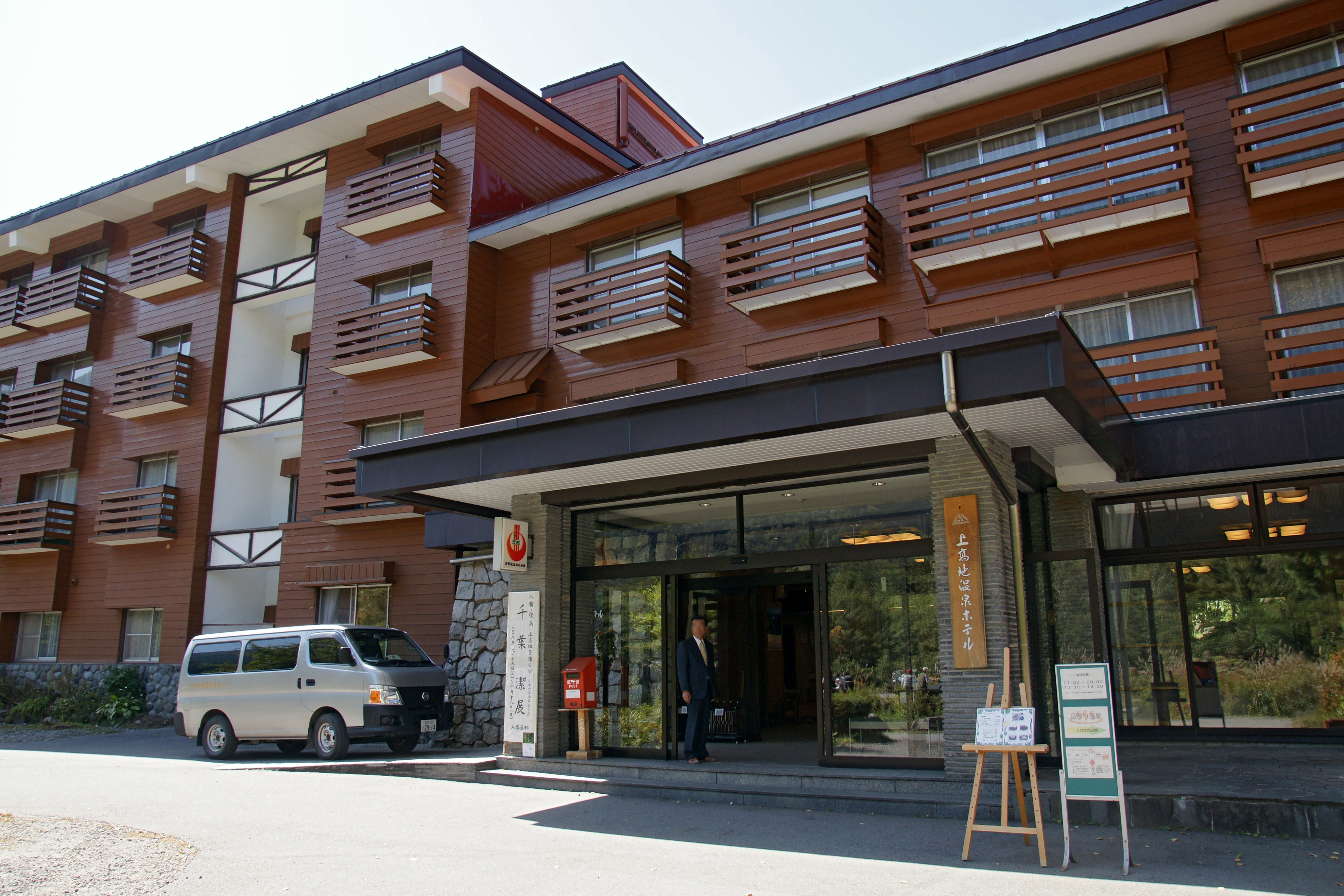
玄関

- ウォルター・ウェストン
- 芥川龍之介
- 若山牧水
- 尾崎一雄
- 斎藤茂吉
- 島木赤彦
- 高村光太郎
- 高見順
- 市川房枝
- 窪田空穂
- 安井曾太郎
- 臼井吉見
- 寺田寅彦
- 加藤水城

など

## 交通アクセス
電車
- 松本駅下車、バスで約1時間40分

車
- 松本ICから：国道158号で沢渡まで行き、バスに乗り換え。1時間30分
- 平湯から：バスで約30分